# Pfarrkirche Weng im Gesäuse

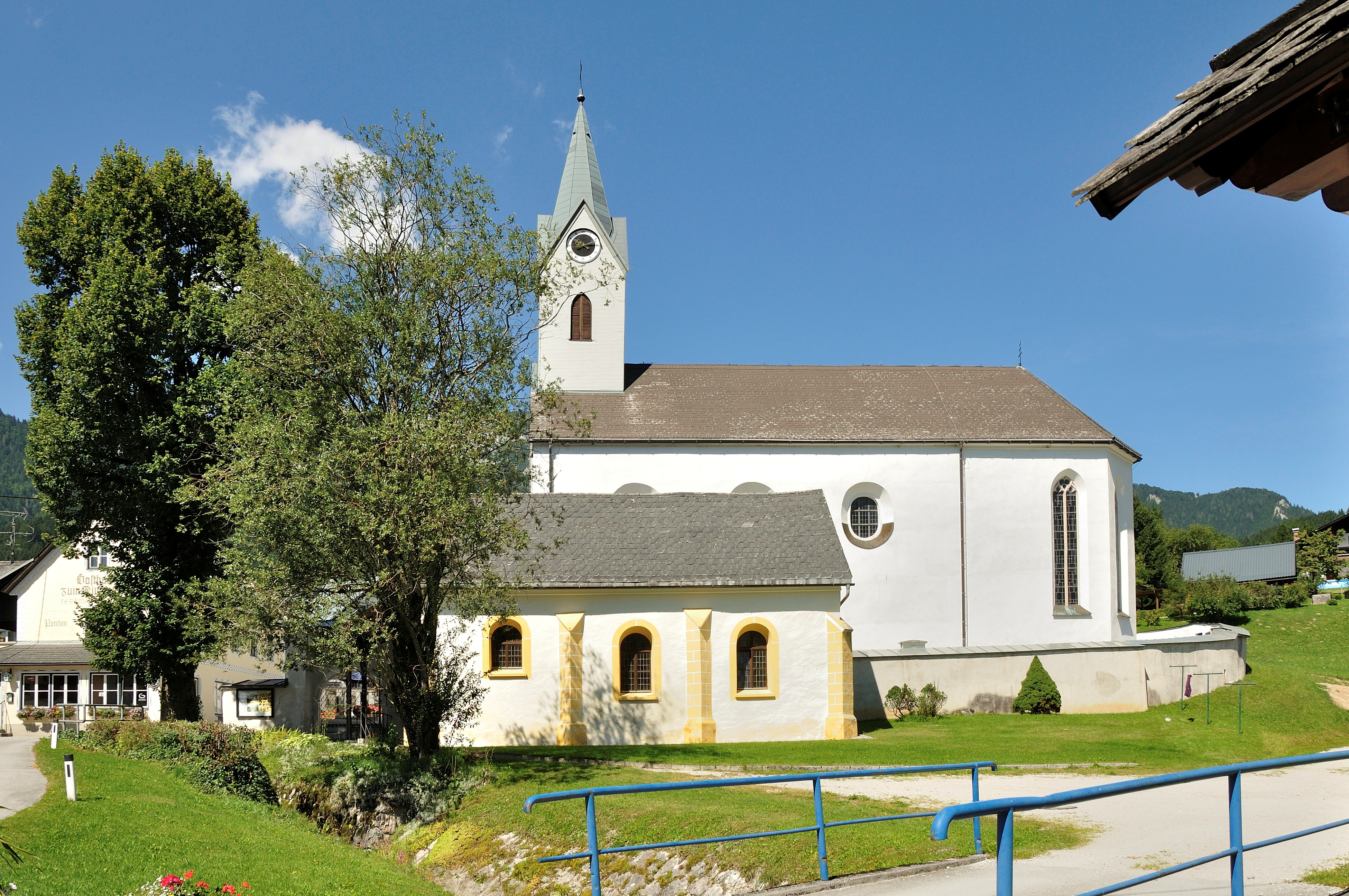
Katholische Pfarrkirche Hll. Kosmas und Damian in Weng im Gesäuse

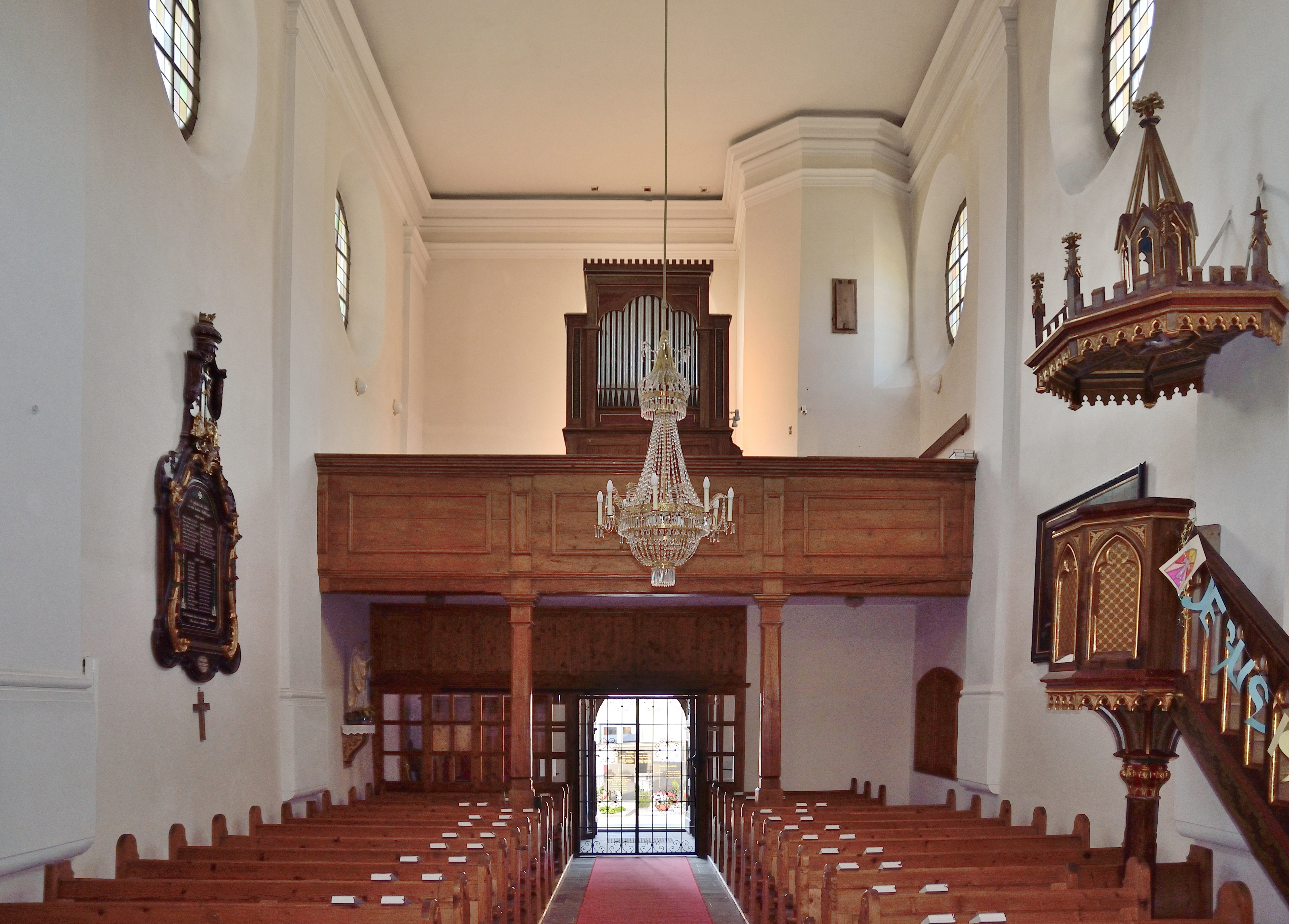
Langhaus, Blick zur Orgelempore

Die Pfarrkirche Weng im Gesäuse steht in der Ortschaft Weng im Gesäuse in der Marktgemeinde Admont im Bezirk Liezen in der Steiermark. Die dem Patrozinium der Heiligen Kosmas und Damian unterstellte römisch-katholische Pfarrkirche – dem Stift Admont inkorporiert – gehört zum Dekanat Admont in der Diözese Graz-Seckau. Die Kirche mit Friedhof und Pfarrhof stehen unter Denkmalschutz (Listeneintrag).

## Geschichte
Urkundlich wurde 1393 eine Kirche genannt. 1416 wurde ein Neubau wohl durch Niklas Velbacher geweiht. 1646 wurde die Kirche unter Abt Urban umgestaltet und erhielt ein neues Langhausgewölbe. Nach einem Brand am 27. Mai 1889 erfolgte ein eingreifender Neubau.
1786 wurde die Kirche zur Pfarrkirche erhoben und dem Stift Admont inkorporiert.

## Architektur
Der zweijochige spätgotische Chor mit einem Dreiachtelschluss hat ein Netzrippengewölbe auf Halbkreisdiensten. Die Maßwerkfenster sind zweibahnig. Der rundbogige Fronbogen ist eingezogen. Das dreijochige Langhaus unter einer Flachdecke hat ovale Fenster und einfache Wandpilaster. Die Westempore ist aus Holz. In der Nordwestecke steht ein eingestellter Treppenturm. Das Westportal zeigt 1646, darüber ist ein gekuppeltes Fenster. Der westliche Dachreiter trägt einen Spitzhelm aus dem Ende des 19. Jahrhunderts. Nördlich des Chores steht die kreuzgratgewölbte Sakristei.

## Ausstattung
Die Einrichtung ist neugotisch um 1890. Das Hochaltarbild hl. Michael malte Johann Bayer 1845. Ein Bild hl. Johannes Nepomuk entstand in der ersten Hälfte des 18. Jahrhunderts.